# Королівка (Самарівський район)
Королі́вка — село в Україні, в Губиниській селищній громаді Самарівського району Дніпропетровської області. Населення за переписом 2001 року становить 611 осіб.

## Географія
Село Королівка знаходиться на відстані 2 км від сіл Затишне і Нове. Поруч проходить автомобільна дорога Т 0413.
В селі є зупинка маршрутного таксі з стінами та лавкою.

## Населення

### Мова
Розподіл населення за рідною мовою за даними перепису 2001 року:
| Мова       | Кількість | Відсоток |
| ---------- | --------- | -------- |
| українська | 583       | 95.42%   |
| російська  | 23        | 3.77%    |
| румунська  | 3         | 0.49%    |
| білоруська | 1         | 0.16%    |
| вірменська | 1         | 0.16%    |
| Усього     | 611       | 100%     |

## Економіка
Село доволі непогано розвинуте, в ньому є громадський транспорт - зупинка маршрутного таксі з стінами та лавкою, магазин, що знаходиться в центрі села - ("Катюша"), школа - ЗОШ 1-3 ступенів, відділення Укрпошти, дороги гарної якості та декілька підприємств, а саме - "Кооператив «Ім. Щорса", "Кооператив «Королівський»" та ТОВ «Вербена». Але в селі є й одна велика проблема - це підключення до інтернету: в селі стабільний лише мобільний зв'язок, інтернету або взагалі немає, або є лише 2G, і те, не у всіх місцях, але в оператора Lifecell іноді з'являється і 4G, але теж лише в деяких місцях. Станом на 2023 на початку основної вулиці села стоїть табличка про небезпечність та серйозність війни та арт-об'єкт "I Love Koroleve".

## Об'єкти соціальної та релігійної сфери
В селі є школа (ЗОШ 1-3 ступенів), магазин в центрі населеного пункту ("Катюша"), амбулаторія, клуб та відділення Укрпошти.
В селі знаходиться храм на честь Богородиці "Одигітрія". У червні 1996 року правлінням КСП ім. Щорса виділено під храм будівлю колишньої шкільної їдальні та земельну ділянку. Храм на честь ікони Божої Матері «Одигітрія» поєднував навколо себе мешканців п'яти довколишніх сіл. Першим настоятелем храму було призначено священика Миколу Дмитрієва, який прослужив з березня 1997 року по березень 1999 року; після нього до грудня 1999 року духовним наставником парафіян був священик Ілля Романюк.
Старанними працями парафіян зведено купол над будівлею храму, придбано необхідне церковне начиння, збудовано дзвіницю. Вся церковна територія захищена парканом. Храм упорядковується, об'єднуючи парафіян у православній вірі.  При храмі працює бібліотека на 100 книжок. 
Настоятель – протоієрей Власенко Василь Миколайович.

## Галерея

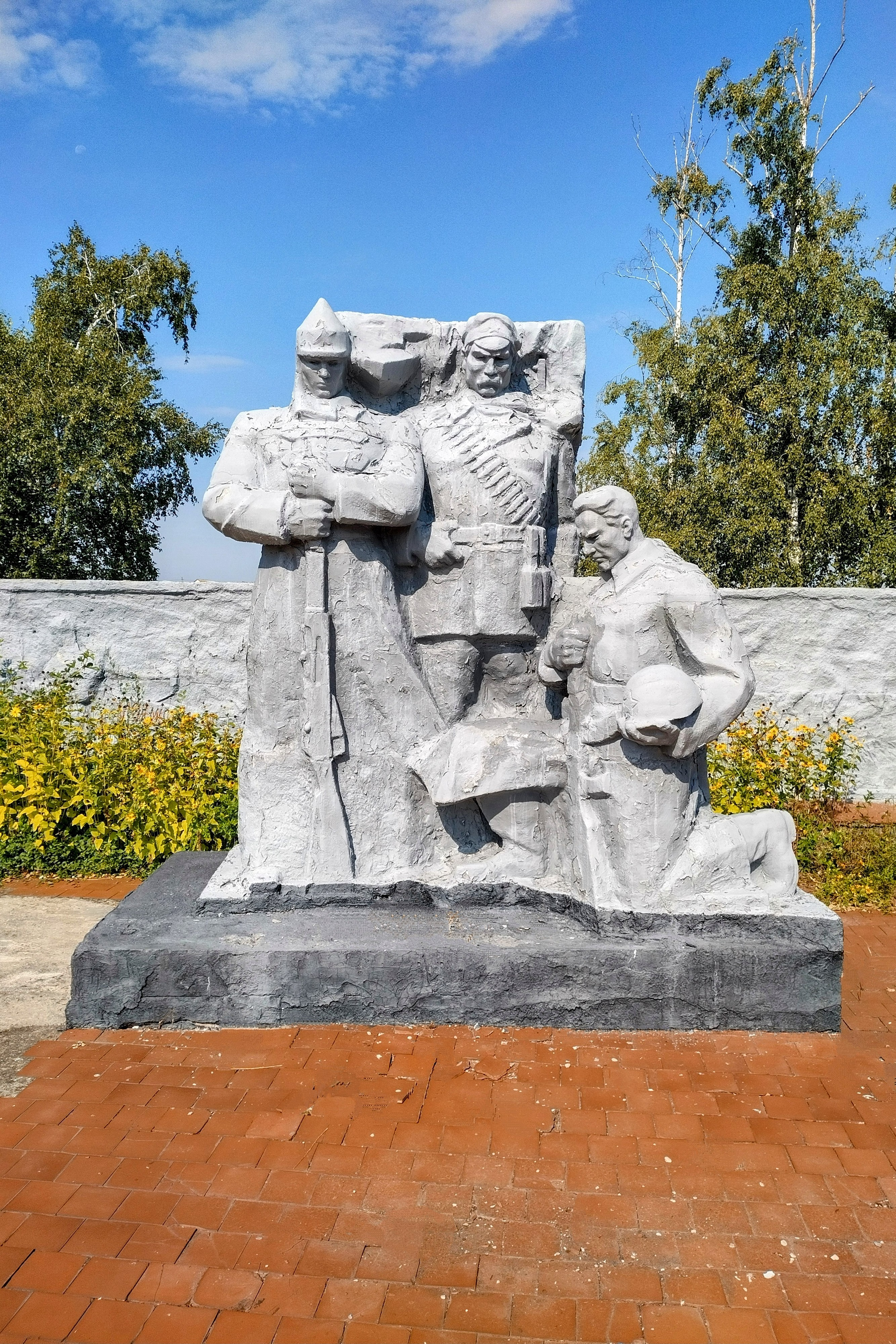
Військовий меморіал